# Harald Dreßing
Harald Raimund Dreßing (* 24. Juli 1957 in Ludwigshafen am Rhein) ist ein deutscher forensischer Psychiater.

## Leben
Dreßing studierte Medizin an der Johannes Gutenberg-Universität in Mainz. Er leitet seit 1993 den Bereich Forensische Psychiatrie am Zentralinstitut für Seelische Gesundheit in Mannheim. 2005 erfolgte die Ernennung zum außerplanmäßigen Professor an der Universität Heidelberg. Dreßing ist als Gutachter in Straf-, Sozial- und Zivilverfahren bundesweit tätig. Er leitete als Verbundkoordinator das Forschungsprojekt „Sexueller Missbrauch an Minderjährigen durch katholische Priester, Diakone und männliche Ordensangehörige im Bereich der Deutschen Bischofskonferenz“ (MHG-Studie) zusammen mit Dieter Dölling, Andreas Kruse, Britta Bannenberg, Hans Joachim Salize, Dieter Hermann und Eric SchmittIn einem im September 2019 veröffentlichten Essay schlug Dreßing die Einrichtung einer Wahrheitskommission zur Aufarbeitung des Missbrauchsskandals vor.
Weitere Forschungsschwerpunkte sind die Themen Stalking, posttraumatische Belastungsstörungen sowie die Risikoeinschätzung bei Amok. Weiterhin befasst sich Dreßing mit dem Thema der medialen Stigmatisierung psychisch Kranker und hat hierzu eine Untersuchung der Berichterstattung in den Printmedien nach dem Absturz der Germanwingsmaschine durchgeführt. Dreßing ist zusammen mit Elmar Habermeyer Herausgeber des Handbuchs „Psychiatrische Begutachtung“. 2019 wurde er vom Bundesminister für Arbeit und Soziales in den Ärztlichen Sachverständigenbeirat Versorgungsmedizin berufen. 2023 publizierte Dreßing eine Metaanalyse zur Prävalenz der posttraumatischen Belastungsstörung bei Rettungssanitätern und erstattete ein Gutachten zu dieser Frage für das Bundessozialgericht, das in seinem Urteil die posttraumatischen Belastungsstörung bei Rettungssanitätern als „Wie Berufskrankheit“ anerkannte (B 2 U 11/20 R).
Seit 2020 ist Dreßing Mitglied in der Arbeitsgruppe „Forschung und Wissenschaft“ des Nationalen Rats gegen sexuelle Gewalt an Kindern und Jugendlichen. Dreßing ist auch Mitglied des Forschungsverbundes ForuM. In einer 2024 veröffentlichten Studie wurden dort Ausmaß und strukturelle Bedingungen sexualisierter Gewalt im Verantwortungsbereich der evangelischen Kirche und der Diakonie Deutschland untersucht. Dreßing berichtete dort über eine schleppende Zuarbeit einiger Landeskirchen, die zu einer erheblichen zeitlichen Verzögerung bei der Studie geführt habe und eine intensivere Personalaktenanalyse letztlich unmöglich gemacht habe. In beiden Kirchen sei der Missbrauch aber nach demselben Muster abgelaufen, indem Täter ihre pastorale Macht missbraucht hätten. Dreßing kritisierte die Kinderbeichte: Erstkommunikanten könnten die Themen noch gar nicht erfassen, zudem sei die Beichte zur Planung von Straftaten missbraucht worden. Eine von Dreßing koordinierte repräsentative nationale Dunkelfeldstudie zur Häufigkeit, dem situativen Kontext und den Folgen sexualisierter Gewalt zum Nachteil von Kindern und Jugendlichen wurde 2025 im Deutschen Ärzteblatt veröffentlicht. Ca. 21 % der Frauen und 5 % der Männer gaben an, als Minderjährige sexualisierte Gewalt erfahren zu haben (Fragebogen mit ca. 30 % Rücklaufquote).
Seit Februar 2025 untersucht ein ZI-Studienteam unter Leitung von Dreßing und Hoell erstmals das Ausmaß von sexualisierter Gewalt durch Oberzeller Franziskanerinnen, einer katholischen Frauenkongregation.

## Veröffentlichungen (Auswahl)
- H. Dreßing, H. J. Salize (Hrsg.): Mentally Disordered Persons in European Prison Systems: Needs, Programmes and Outcome. (EUPRIS) Pabst, Lengerich 2009.
- H. Dreßing, A. Meyer-Lindenberg: Risikoeinschätzung bei Amokdrohungen- neue Aufgaben für die Psychiatrie? In: Der Nervenarzt. 81, 2010, S. 594–601.
- H. Dreßing, E. Habermeyer (Hrsg.): Psychiatrische Begutachtung. 6. Auflage. Elsevier, München 2015.
- H. Dreßing, M. Bumb, K. Whittaker: Stalking: Ein Leitfaden zur Risikobeurteilung von Stalkern- das “Stalking Risk Profile”. Kohlhammer, Stuttgart 2015
- H. Dreßing, S. Conrad von Heydendorff: Mediale Stigmatisierung psychisch Kranker im Zuge der „gestelltGermanwings“-Katastrophe. In: Psychiatrische Praxis. 43, 2016, S. 134–140.
- H. Dreßing, D. Dölling, D. Hermann, B. Horten, A. Kruse, E. Schmitt, B. Bannenberg, K. Whittaker, H. J. Salize: Sexual abuse of minors within the Catholic Church and other institutions : A literature review. Neuropsychiatr, 2017, S. 45–55
- H. Dreßing, D. Dölling, D. Hermann, B. Horten, A. Collong, A. Kruse, E. Schmitt, J. Hinner, B. Bannenberg, A. Hoell A, E. Voss, H. J. Salize: Wie aktiv ist die katholische Kirche bei der Prävention des sexuellen Missbrauchs: Erste Ergebnisse der MHG Studie. Psychiatrische Praxis, 45, 2018, S. 103–105
- Dreßing, Harald; Dölling, Dieter; Hermann, Dieter; Kruse, Andreas; Schmitt, Eric; Bannenberg, Britta; Hoell, Andreas; Voss, Elke; Salize, Hans Joachim: Sexueller Missbrauch durch katholische Kleriker. Retrospektive Kohortenstudie zum Ausmaß und zu den gesundheitlichen Folgen der betroffenen Minderjährigen (MHG-Studie), in: Deutsches Ärzteblatt International 116(22) 2019, S. 389–396.
- H. Dreßing, D. Dölling, D. Hermann, B. Horten, A. Hoell, E. Voss, H. J. Salize: Sexueller Missbrauch von Kindern durch katholische Priester seit 2009: Verlauf und relative Häufigkeit im Vergleich zur männlichen Allgemeinbevölkerung. Psychiatrische Praxis 2019, 46, S. 256–262
- A. Hoell, E. Kourmpeli, H. Dreßing : Work-related posttraumatic stress disorder in paramedics in comparison to data from the general population of working age. A systematic review and meta-analysis. Front. Public Mental Health, 2023, doi:10.3389/fpubh.2023.1151248.
- Sexuelle Gewalt | Warum nicht eine Wahrheitskommission?, FAZ, 6. Juni 2021

- Literatur von und über Harald Dreßing im Katalog der Deutschen Nationalbibliothek
- Harald Dreßing am Zentralinstitut für Seelische Gesundheit in Mannheim
- Daniel Deckers: „Die Missbrauch-Studie ist keine Aufarbeitung“. Psychiater Dressing im Gespräch. In: faz.net vom 19. Mai 2019
- Harald Dreßing im Gespräch mit Christiane Florin: „Die Täterorganisation kann keine Aufarbeitung machen“
- Interview mit Harald Dreßing in der Augsburger Allgemeinen vom 29. April 2021: Erst Druck brachte die Kirche zur Einsicht.
- Podcast mit BDKJ: Harald Dreßing, was sagt uns die MHG-Studie?